# Anarquismo e arte

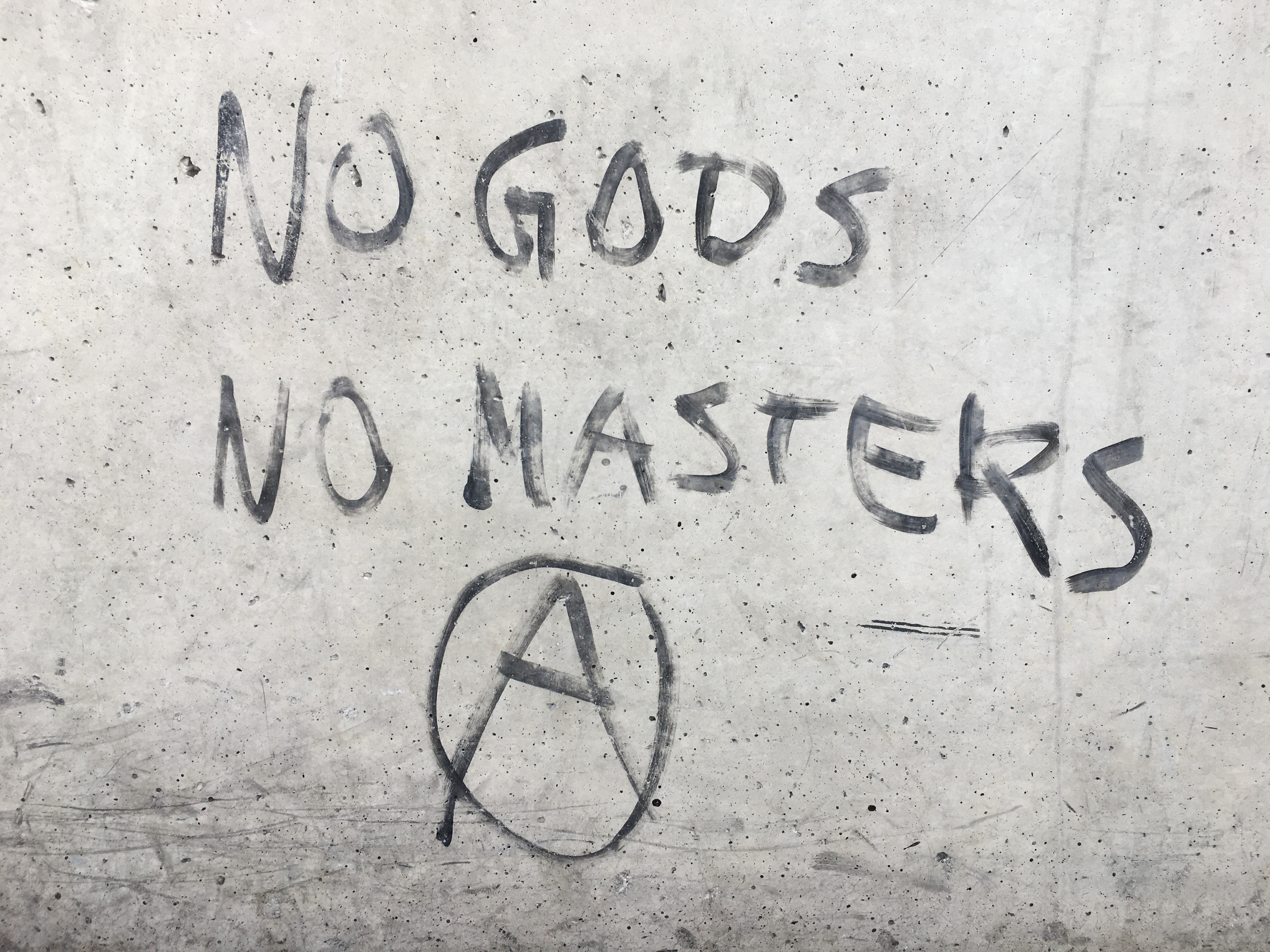
Grafite com o A Circulado, símbolo do movimento anarquista

O anarquismo desde seu surgimento possui diversas associações com as artes, particularmente com a música e a literatura. A influência do anarquismo e do pensamento libertário não é sempre diretamente relacionada a um conjunto de imagens específicas ou figuras públicas, mas pode ser vista em certa instância, em torno da libertação máxima dos seres humanos em conjunto ou individualmente, em relação ao seu poder de expressão, criatividade e imaginação. É necessário porém, não permitir que o caráter intelectual que gira entorno das obras acabe gerando discriminações, seja dentro ou fora do meio artístico.

## Pinturas e Movimentos Artísticos
Muitas vezes a arte anarquista é ligada às artes da vanguarda europeia que tem um caráter crítico e libertário, seja na pintura, na música (experimentalismo, noise, concreto, entre outros), ou em outras atividades.
O dadaísmo e a antiarte são os mais comumente ligados à anarquia, assim como o movimento fluxus. Além deles há diversos outros exemplos, como Carlo Carrà, que representou uma a morte de um líder anarquista italiano antes de uma greve geral através de um quadro futurista. No entanto, Carrà, que era ligado ao movimento anarquista na juventude, passou depois a expressar ideias reacionárias, como os colegas do movimento futurista, e chegou a apoiar o fascismo na Itália.
Todas as outras vertentes do Modernismo, como o surrealismo e a sua concepção alternativa de realidade, ou o expressionismo, representando por exemplo a pobreza e as angústias de classes menos privilegiadas, também foram amplamente utilizadas.

## Cinema e Literatura
Na literatura e poesia também destacam-se muitos anarquistas famosos, como Oscar Wilde, Hugo Ball, John Cage (que também é um famoso compositor de vanguarda), entre outros. Alguns vão além e consideram válida a leitura de autores menos envolvidos, como Friedrich Nietzsche, apesar de haver divergências.
No Brasil, Carlos Drummond de Andrade cita e chega inclusive a se caracterizar como anarquista quando jovem em livros como A Rosa do Povo. Diversos artistas da primeira fase do modernismo inclusive flertavam com a anarquia em geral.
No cinema, pouco tem se visto sobre anarquia, apesar de haver diversos documentários sobre anarco-punks e seus derivados. Na Bahia se destacou o cineasta Glauber Rocha, que apesar de não ser um convicto anarquista, se tornou um ícone da contracultura devido aos seus ideais e provocações em plena ditadura militar.
Em alguns quadrinhos norte-americanos existe a presença de personagens como o Anarquia, antivilão de Batman. Ainda no segmento da Banda desenhada, destaca-se a graphic novel V de Vingança, cujo escritor e um dos autores Alan Moore é um anarquista declarado. Na história, que foi adaptada para o cinema, o protagonista é anarquista.

## Música
Além da vanguarda experimental e erudita, há também a música anarquista moderna. Influenciados pelo Rock'n Roll clássico, surgiu na década de 50 e 60 a música experimental de Frank Zappa nos Estados Unidos e o rock'n roll de Raul Seixas no Brasil.
Em 1977 ocorre a explosão do punk rock, com grupos influenciados pela música de Velvet Underground e The Stooges. Apesar das bandas da época anterior, assim como desta época, como Ramones, não serem anarquistas, elas se tornaram ícones devido a sua despojada rebeldia.
Finalmente, em meados dos anos 80, surge uma subcultura ligada ao movimento punk que é realmente engajada, o Anarcopunk. O principal intuito é fazer uma música de protesto simples e direto, estritamente ligado à cultura underground e independente (ética Faça você mesmo). O movimento se expande ainda mais com a aceitação de alguns simpatizantes do Pós-punk e da Música industrial, estilos musicais com influência do experimentalismo e que em geral costumam flertar com a anarquia.
Usando acordes bem simples, sem muita técnica e com instrumentos baratos, as bandas e grupos Anarcopunks dão ênfase às letras de caráter panfletário usando estilos músicas como o rock e o rap. Dentre as mais influentes estão o Crass, Conflict e Black Flag. No Brasil existem muitos admiradores como o Restos de Nada e o Cólera.

## Arte Urbana

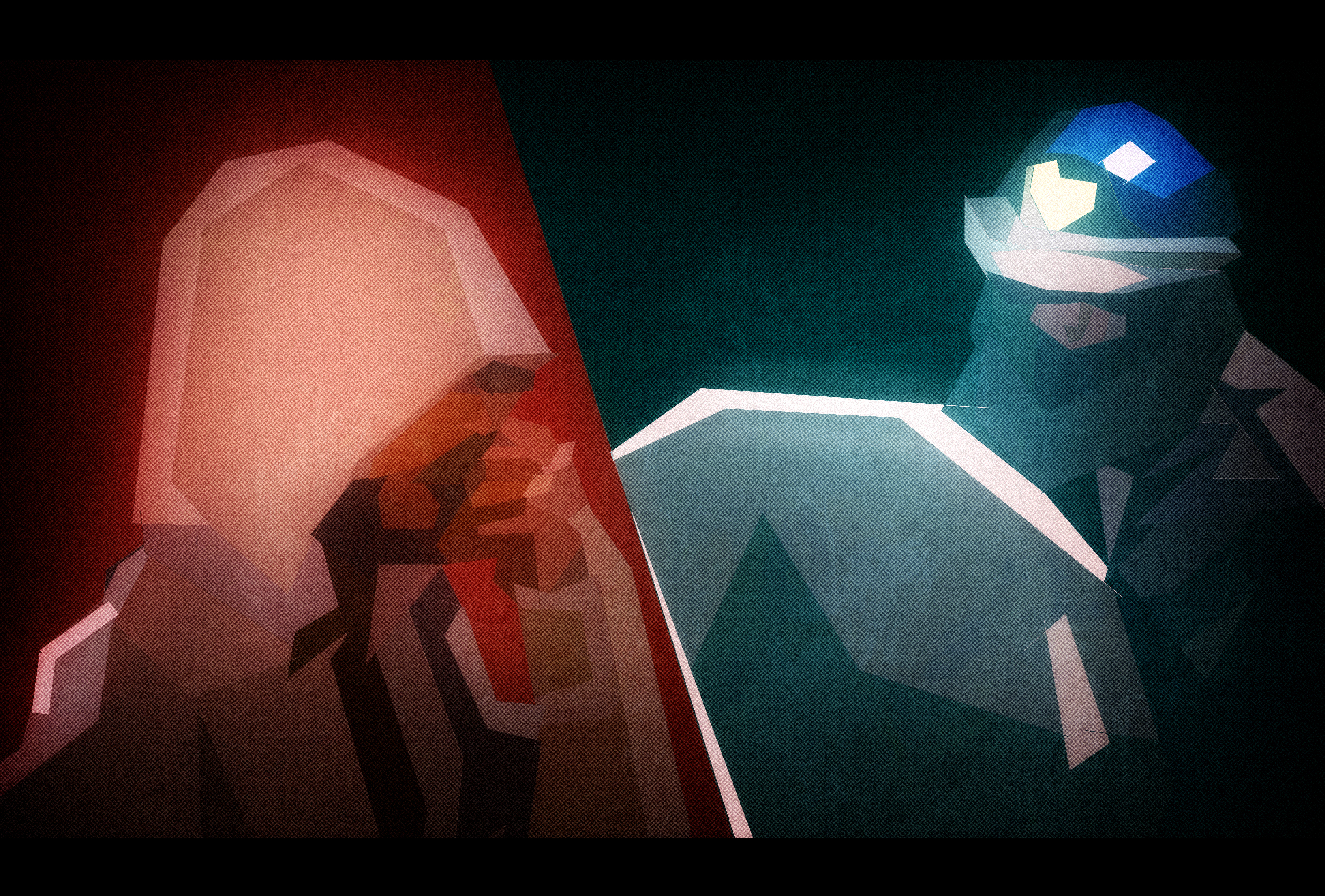
Arte anarquista retratando os tumultos em Tottenham em 2011

Os anarquistas também apreciam muito a arte anônima e urbana. A intervenção urbana, grafite, pichação consciente, arte sabotagem e terrorismo poético tem uma ligação muito forte e profunda com os conceitos da anarquia.
Além de ser uma ação direta, entra em choque com as leis e expressa livremente uma opinião, sendo que a arte não ter nome a faz com que ela seja de todos e para todos. Geralmente isso envolve mensagens diretas ou indiretas que expõe toda a sociedade a uma realidade atual através de algo inusitado. Dependendo do artista e das circunstâncias, essas atividades podem ser inofensivas assim como podem ser um pouco mais extremas, chegando a atos de vandalismo, invasão e roubo para fins artísticos.